# Holden Caprice
Holden Caprice – luksusowy samochód osobowy produkowany od roku 1990 przez australijską firmę Holden. Montaż pokrewnego modelu, Holdena Statesman, wprowadzonego na rynek także w 1990, zakończono we wrześniu 2010.
W latach 1971–1984 Holden oferował luksusowego sedana o dużym rozstawie osi pod osobną marką Statesman. Statesman i Caprice to w gruncie rzeczy modele z rodziny Commodore o wydłużonym rozstawie osi, od 2006 były to największe tylnonapędowe sedany oferowane przez General Motors na rynek australijski. Poza granicami rodzimego kontynentu, Statesman oferowany jest pod nazwami: Buick Park Avenue, Chevrolet Caprice i Daewoo Veritas. Początkowo model sprzedawany był także jako  Buick Royaum i Daewoo Statesman.
Główną różnicą pomiędzy Statesmanem a Caprice jest poziom wyposażenia. Do napędu Caprice używano w przeważającej części silników V8, Statesmanów zaś V6. Mimo wielu podobieństw Caprice nie był topową odmianą Statesmana, były to dwa osobne modele Holdena. Wizualnie Caprice można odróżnić przez dodatkowe wyposażenie wnętrza oraz inne detale nadwozia.
Na rodzimym rynku modele Statesman i Caprice rywalizowały z dwoma samochodami Forda, Fairlanem i LTD. Po zaprzestaniu produkcji tych pojazdów przez Forda w 2008, Holden pozostał bez bezpośredniego rywala w segmencie.

## Statesman (HQ–WB; 1971–1984)

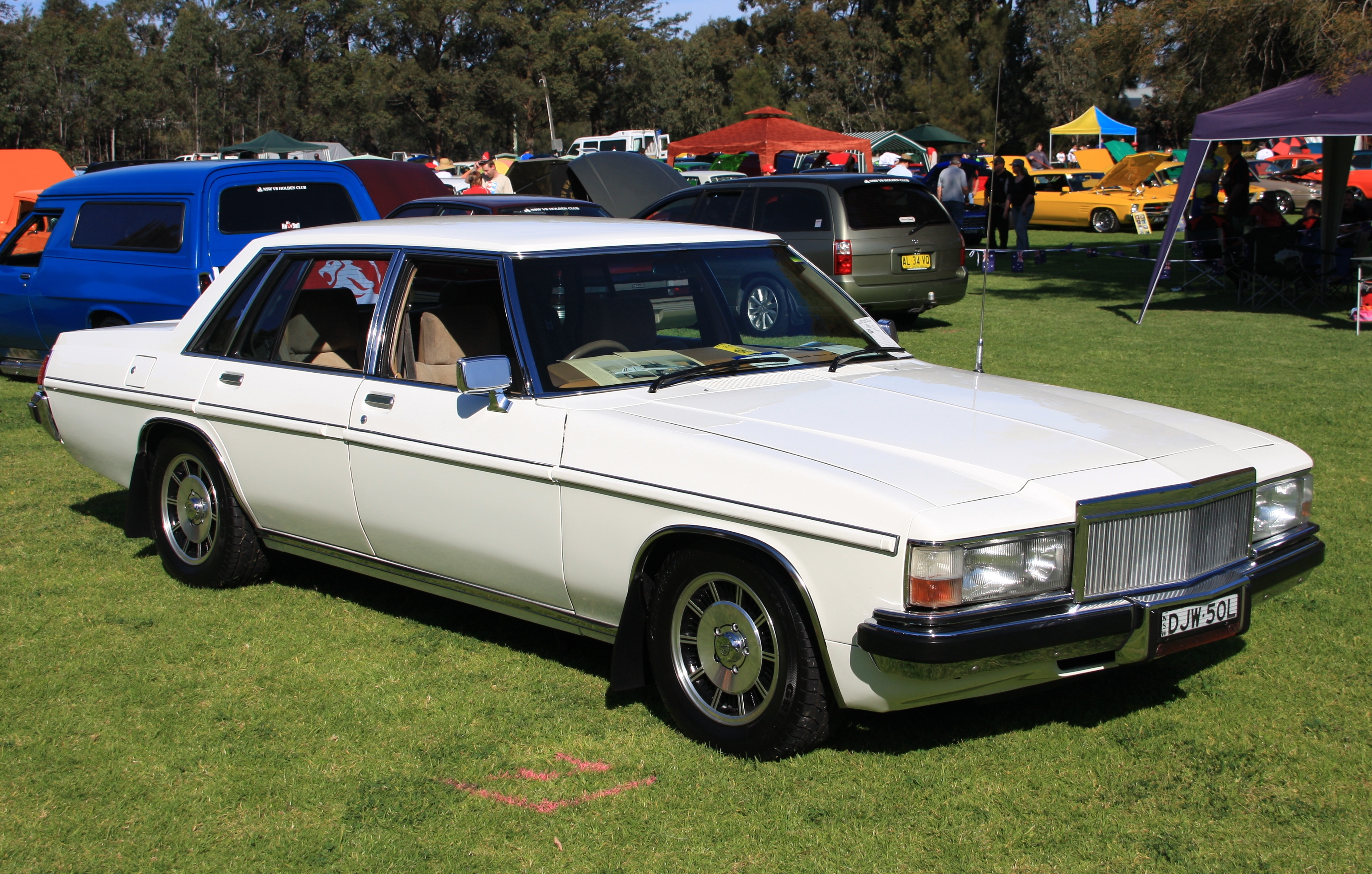
1980–1983 Statesman WB Caprice

Przed wprowadzeniem na rynek modeli Statesman i Caprice (1990), Holden oferował linię samochodów o przedłużonym rozstawie osi pod osobną marką Statesman. Pojazdy nowej marki sprzedawane były przez sieć dilerską General Motors-Holden. Od strony technicznej opierały się na rodzinie modeli Kingswood/Premier, oferowały jednak więcej komfortu i przestrzeni w kabinie pasażerskiej oraz stylistykę odróżniającą od mniejszych pojazdów Holdena. Pierwszy Statesman (seria HQ) zadebiutował na rynku w 1971, zastąpił on produkowanego krótko Broughama. Późniejsze serie HJ, HX, HZ i WB różniły się w zasadzie wyglądem i funkcjonalnością nadwozia. Z powodu spadającego poziomu sprzedaży w 1984 zaprzestano produkcji Statesmana.

## Pierwsza generacja (1990–1999)

### VQ

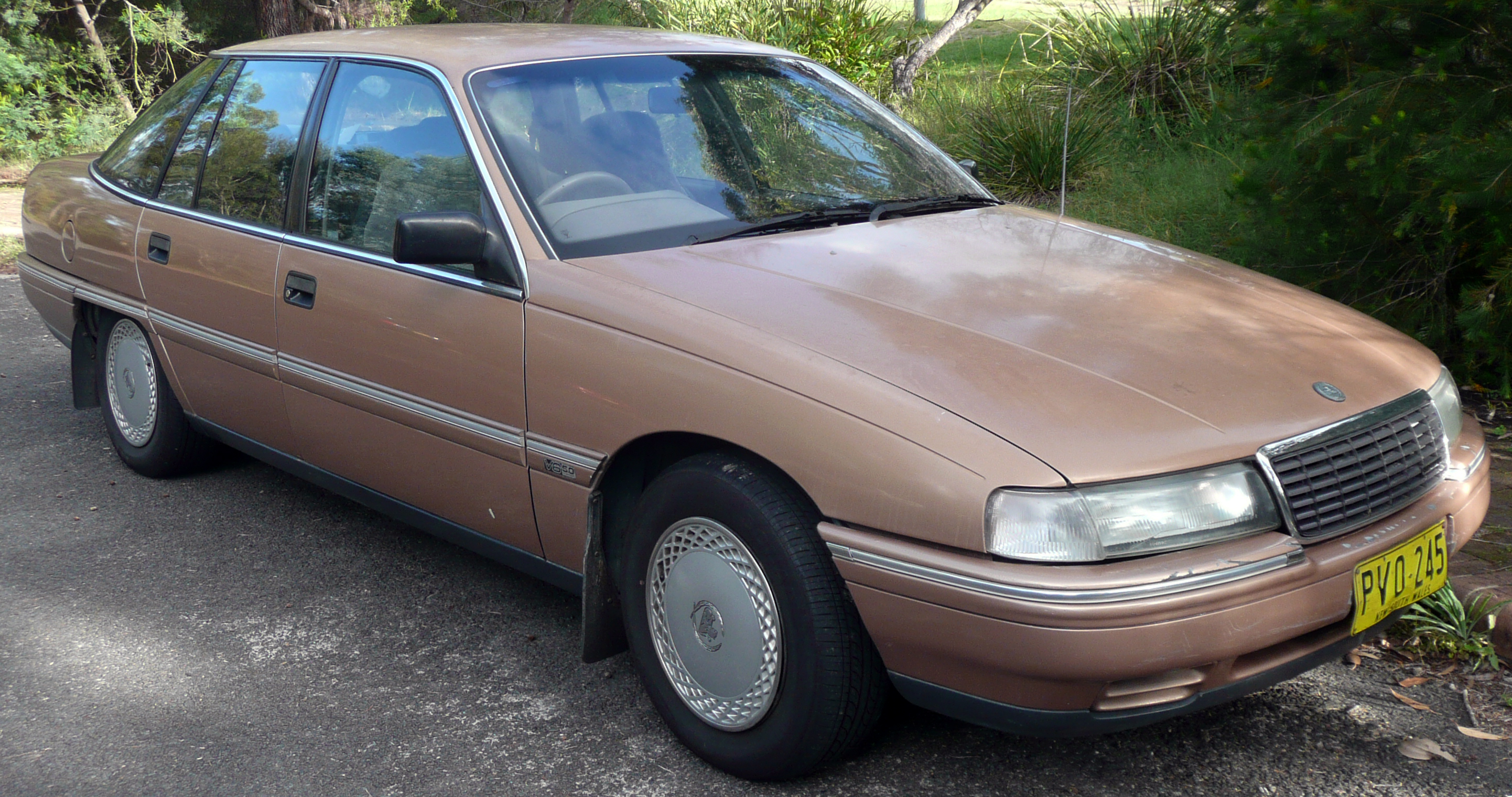
1990–1991 Holden VQ Statesman

W roku 1990, po sześciu latach nieobecności Statesmana na rynku, rosnąca wielkość popytu na luksusowe sedany z dużym rozstawem osi nakłoniła zarząd Holdena do przywrócenia nazw Statesman i Caprice. Podwozie dla nowego modelu o oznaczeniu VQ zostało przejęte z VN Commodore'a kombi. Commodore serii VN wywodził się zaś z europejskiego Opla Omegi A. W porównaniu z modelami serii VN, Statseman VQ był dłuższy od sedana o 110 mm, a od kombi o 64 mm.
Holden starał się podkreślić odrębność Statesmana od Commodore'a. Z tego powodu w nowym sedanie zastosowano bardziej konserwatywną atrapę chłodnicy, oszklenie nadwozia przypominające to stosowane w ówczesnych konstrukcjach General Motors (jak np. Oldsmobile Cutlass Supreme), miejsce na tylną tablicę rejestracyjną przeniesione z klapy bagażnika na zderzak. Oświetlenie oraz drzwi przejęto z Commodore'a VN kombi. Zarówno Statesman, jak i Caprice, oferowany był z systemem niezależnego zawieszenia tylnego, opcja ta trafiła do rodziny modeli Commodore dopiero rok później - wraz z wprowadzeniem serii VP. W 1991 Holden wprowadził zmodernizowaną wersję VQ Series II. Nowy Caprice w standardzie oferowany był z systemem ABS, który w Statesmanie dostępny był jako opcja. Podstawowym źródłem napędu dla Statesmana był silnik V6 3.8 o mocy 173 KM (127 kW), opcjonalnie można było wybrać jednostkę V8 5.0 używaną jako baza dla modelu Caprice. Oba motory współpracowały z 4-biegową automatyczną przekładnią THM700R4.

### VR

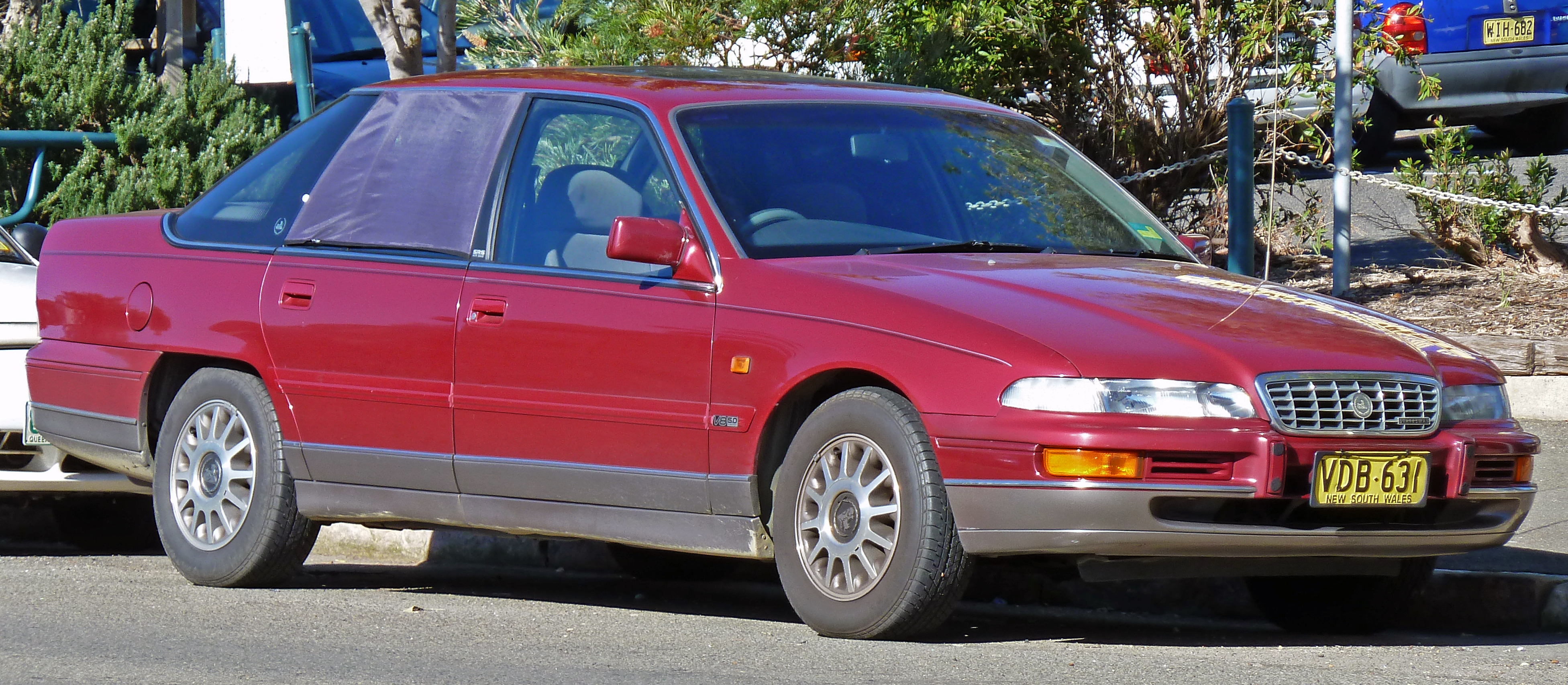
1994–1995 Holden VR Statesman

Statesman VR oparty na Commodore VR zadebiutował w 1994 roku. Nowy model przyniósł ze sobą zarówno zmiany wizualne jak i mechaniczne, zastosowano między innymi zmodernizowaną sterowaną elektronicznie wersję przekładni GM 4L60-E oraz najnowszą generację silnika Buick V6 3.8. Dzięki modyfikacjom w układzie rozrządu oraz podniesieniu stopnia kompresji zwiększono moc maksymalną silnika do 177 KM (130 kW) oraz poprawiono jego kulturę pracy. Standardowym elementem wyposażenia zarówno dla Caprice'a jak i Statesmana stała się poduszka powietrzna kierowcy.
W serii VR Holden zrezygnował ze stosowania oddzielnego oznaczenia modeli Statesman i Caprice. Zamiast tego używano jedynie dwuliterowego oznaczenia jak w przypadku Commodore'a. Podobne rozwiązanie stosowano także dla serii VS.

### VS

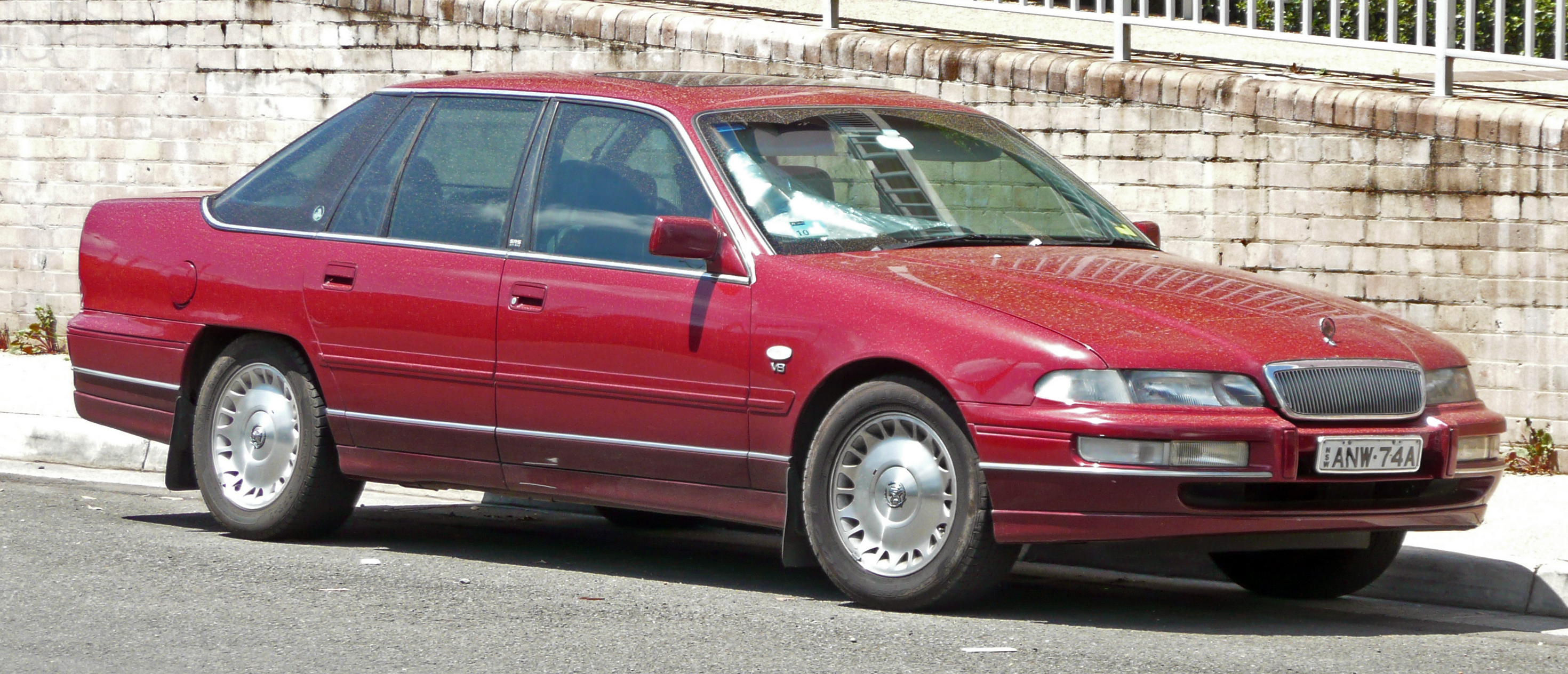
1998–1999 Holden VS III Caprice

W 1995 seria VS otrzymała ulepszoną wersję GM Ecotec (Emissions and Consumption Optimisation through TEChnology) silnika V6 3.8, pokrywało się to w czasie z wprowadzeniem analogicznej jednostki na rynku północnoamerykańskim. Nowy silnik rozwijał moc maksymalną o 13% wyższą niż w przypadku serii VR (wzrost o 23 KM/17 kW - do 200 KM/147 kW). Jednostka napędowa została spasowana z ulepszoną przekładnią GM 4L60-E, cechowała się ona lepszą reakcją na otwarcie przepustnicy i poprawionymi przełożeniami dla poszczególnych biegów. Wersje liftingowe Series II i III wprowadzone zostały odpowiednio we wrześniu 1996 i czerwcu 1998, zmiany odnosiły się głównie do tylnego pasa nadwozia oraz wzoru obręczy kół. W VS Series II wprowadzono doładowaną mechanicznie wersję silnika Buick V6 3.8, generowała ona moc 224 KM (165 kW), o 4 KM/3 kW mniej niż większy silnik V8. W 1995 oferowana była także edycja specjalna o nazwie Statesman International. Statesman stał się bazą konstrukcyjną dla sportowego HSV Grange.

## Druga generacja (1999–2006)

### WH

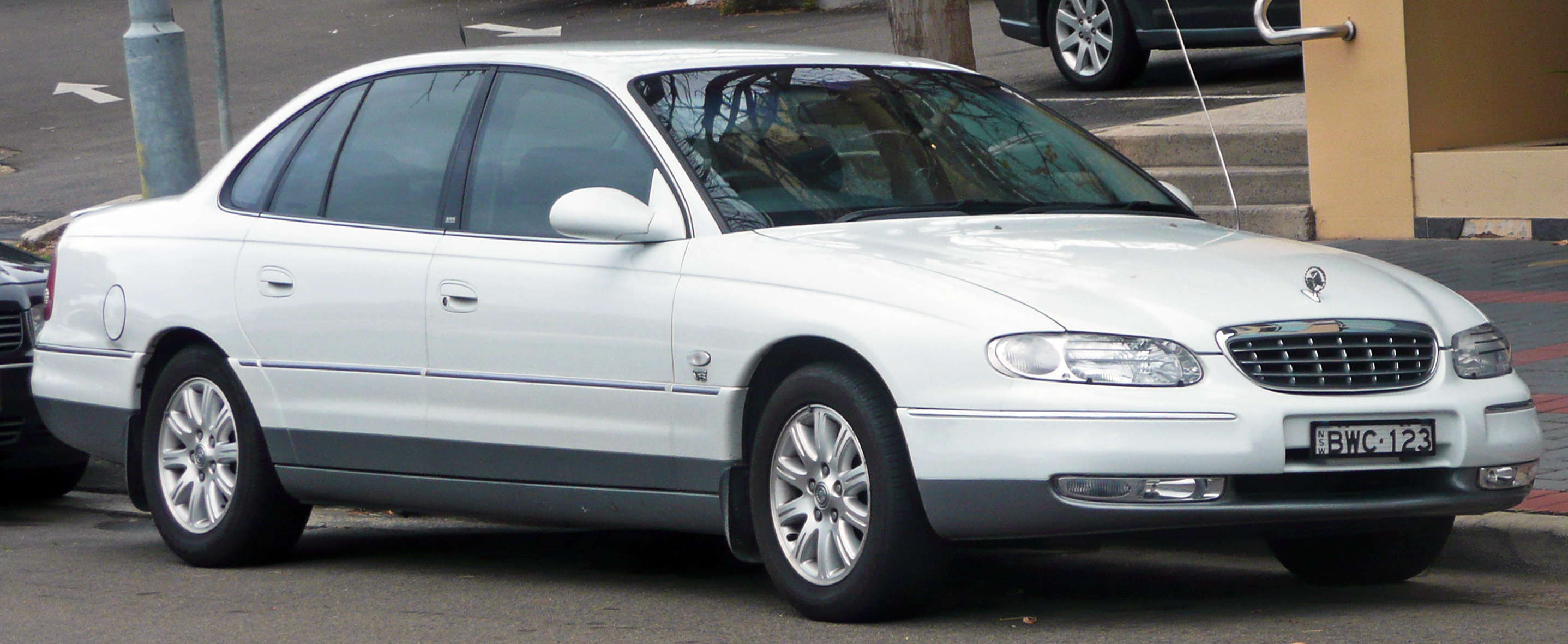
1999–2001 Holden WH Statesman

Kolejna generacja, WH, została wprowadzona w roku 1999, dwa lata później od nowego VT Commodore'a. Dostępne były trzy wersje modelu: bazowa - Statesman, specjalna - Statesman International oraz topowa - Caprice. Nowy model dzielił drzwi oraz szybę przednią z Commodorem VT. Gamę jednostek napędowych stanowiły trzy silniki, V6 3.8 Ecotec w wersji wolnossącej i doładowanej oraz nowy motor V8 5.7 LS1 o mocy 299 KM (220 kW). W 2001 przeprowadzono facelifting, odświeżona wersja oznaczona została jako Series II. Od generacji WH, produkowanej zarówno w wersji dla ruchu lewo- jak i prawostronnego, Statesman eksportowany był na Bliski Wschód pod nazwą Chevrolet Caprice, model przechodził modernizacje analogiczne do australijskiego Holdena.
W porównaniu z poprzednimi generacjami Statesman WH cechował się większym rozstawem kół jak i osi. Dzięki zastosowaniu samopoziomującego się zawieszenia tylnego uzyskano poprawę sterowności pod dużym obciążeniem oraz wzrost dynamiki przy holowaniu. Zwiększono także poziom bezpieczeństwa pasażerów, do listy wyposażenia standardowego dodano boczne poduszki powietrzne oraz pirotechniczne napinacze pasów bezpieczeństwa. Po uruchomieniu napinacza następowało odblokowanie zamka drzwi oraz zatrzymanie pracy silnika i pompy paliwa.

### WK

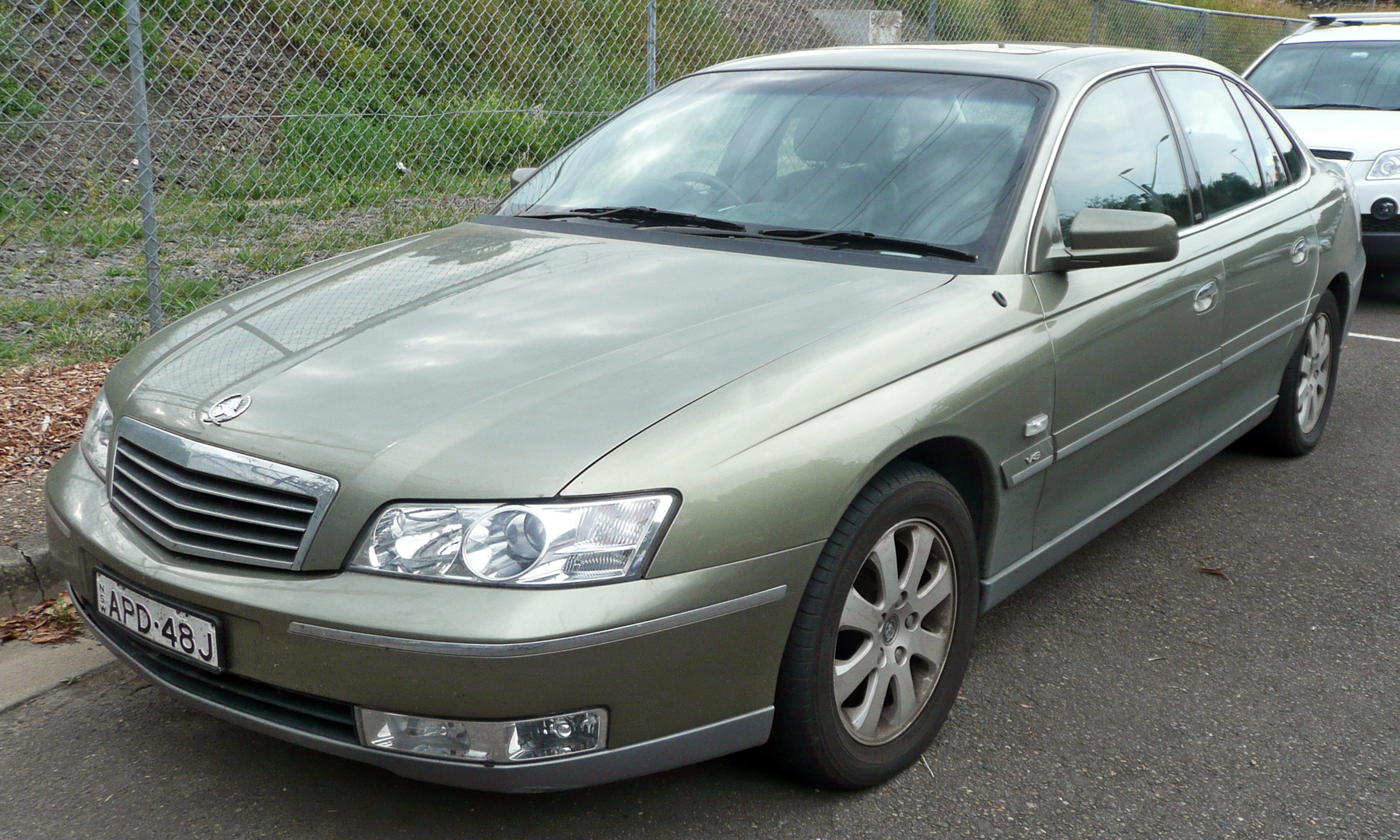
2003–2004 Holden WK Statesman

Kolejna generacja Statesmana, oznaczona jako WK, zadebiutowała w 2003. Obła stylistyka przedniego i tylnego pasa znana z WH ustąpiła kanciastym i prostym liniom, przednie reflektory zapożyczono z Commodore'a VY Calais. W pasie tylnym zrezygnowano z plastikowego pasa pomiędzy światłami. Dzięki zmianie stylistyki nadwozia zmniejszono współczynnik oporu powietrza do 0,30. Zastosowano także nowe zderzaki i wzory obręczy kół, wewnątrz przestylizowano deskę rozdzielczą. Jednostki napędowe przejęto z poprzedniej generacji, silnik V8 LS1 legitymował się mocą 320 KM (235 kW) dla Statesmana i 333 KM (245 kW) dla wersji Caprice.
Nabywca Statesmana WK otrzymywał tylne czujniki parkowania oraz opcjonalnie system nawigacji satelitarnej, który dostępny był w standardzie dla modelu Caprice. Samochód wyposażony został także w elektrycznie sterowane lusterka z funkcją wspomagania parkowania.

### WL

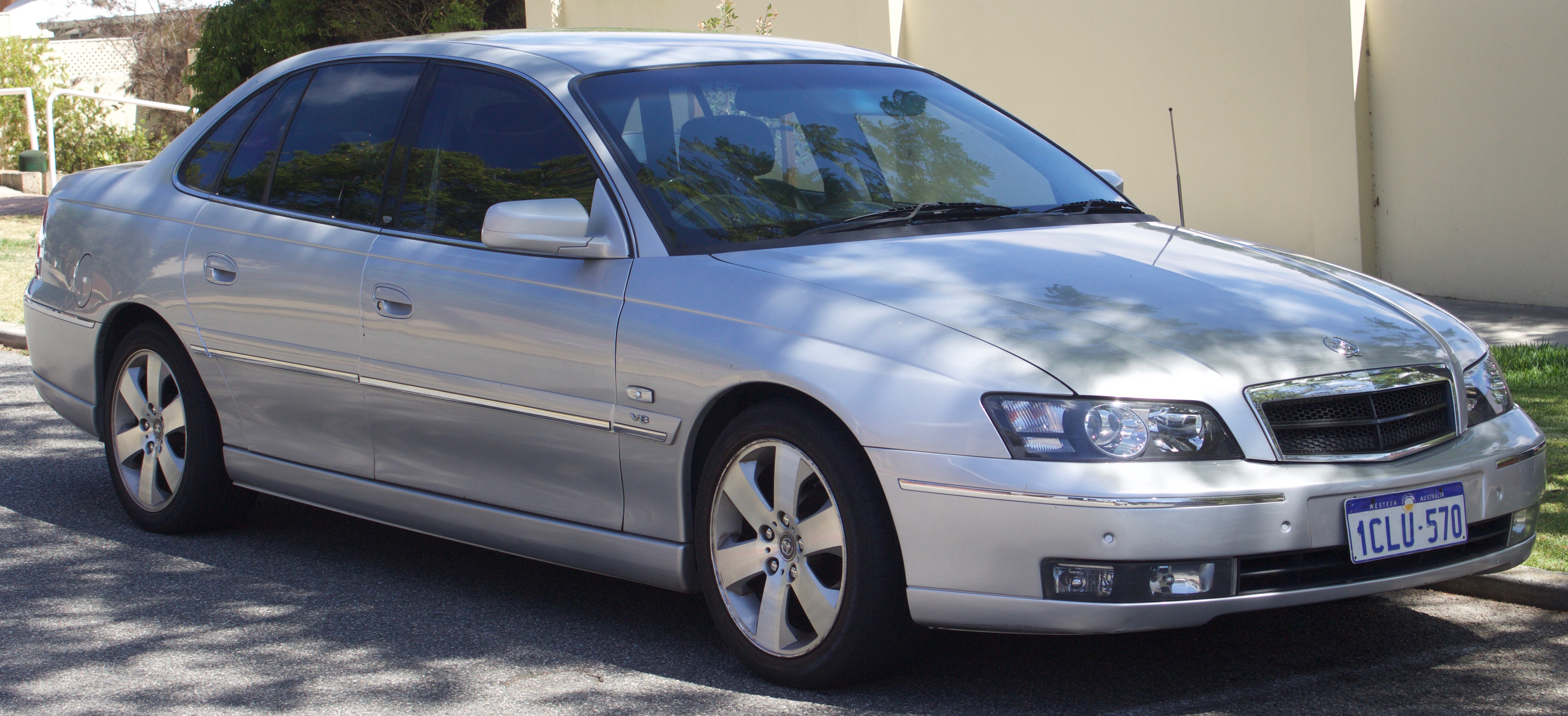
2004–2006 Holden WL Caprice

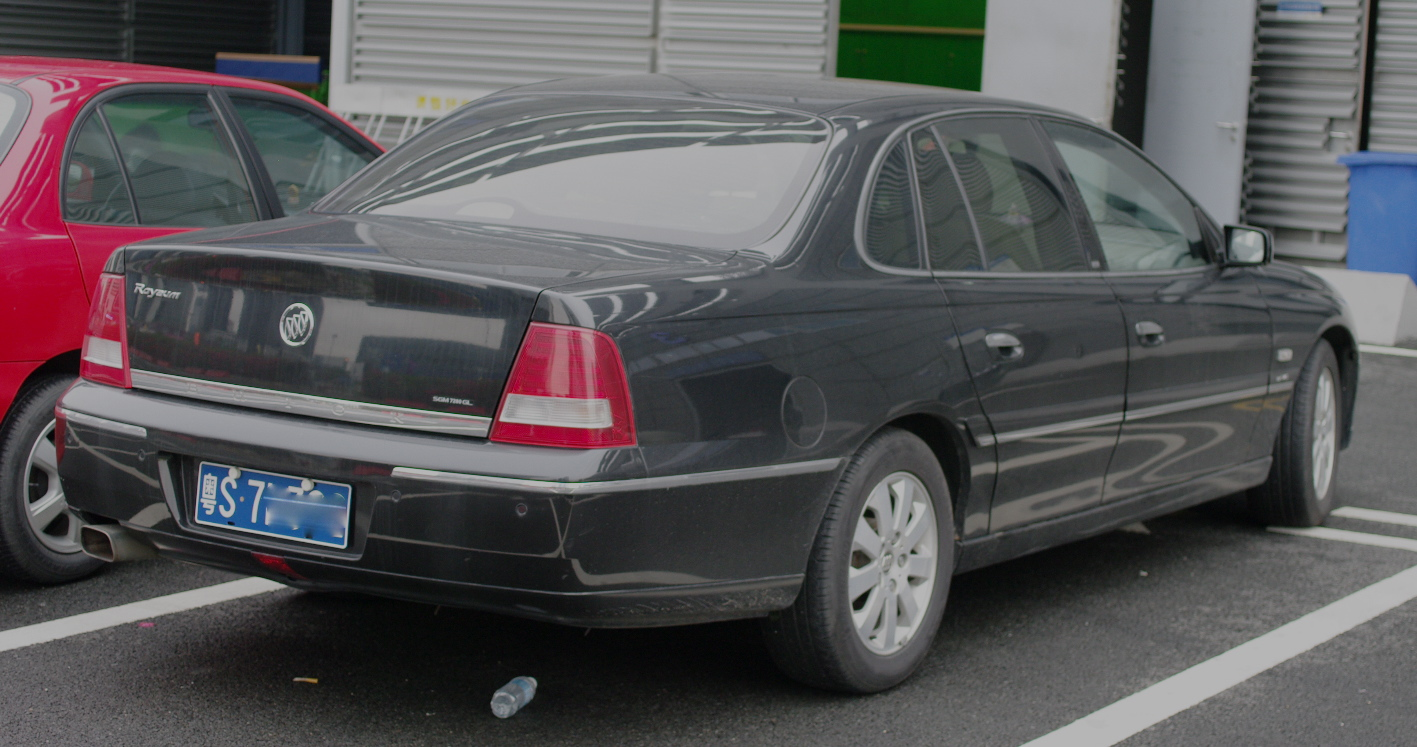
2005–2006 Buick Royaum (China)

Kolejna generacja modelu, oznaczona jako WL, zaprezentowana została w 2004 roku.
Zastosowano w niej nowy silnik V6 3.6 Alloytec, zastąpił on jednostkę Ecotec. Moc maksymalna nowego motoru wynosiła 258 KM (190 kW), moment obrotowy zaś 340 Nm, napęd realizowany był za pośrednictwem nowej 5-biegowej przekładni automatycznej GM 5L40-E. Jednostka V8 przygotowana dla Statesmana osiągała 333 KM (245 kW), dla Caprice 340 KM (250 kW), współpracowała ona z 4-biegowym automatem GM 4L60-E. Wprowadzono także szereg usprawnień służących poprawie bezpieczeństwa, m.in. system ESP czy tylne światła wykonane w technologii LED.
W roku 2005 koncern General Motors rozpoczął eksport Statesmana do Chin pod nazwą Buick Royaum. Początkowo model dostępny był z silnikiem V6 3.6 Alloytec, później zaczęto stosować mniejszą wersję tej jednostki - V6 2.8 o mocy maksymalnej 211 KM (155 kW). W 2005 ponad 2000 egzemplarzy wyeksportowano do Korei Południowej. Wersja koreańska była pokrewna do chińskiego Buicka, dystrybucja odbywała się poprzez sieć dilerską GM Daewoo pod nazwą Daewoo Statesman.

## Trzecia generacja (od 2006)

### WM

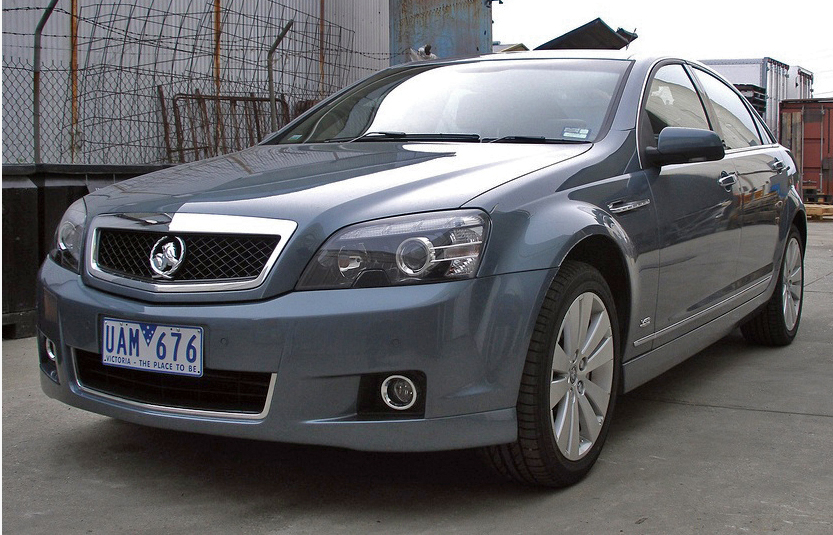
2006 Holden WM Caprice

Trzecia generacja Statesmana, WM, została wprowadzona wraz z VE Commodore na Melbourne Exhibition and Convention Centre 16 lipca 2006. Program rozwojowy Statesmana WM kosztował General Motors 190 mln dolarów australijskich, kolejne 1,04 mld wydano na rozwój VE Commodore'a, na którym Statesman bazuje. WM opiera się na płycie podłogowej GM Zeta opracowanej przez Holdena, w przeciwieństwie do poprzednich generacji nie dzieli już rozwiązań technicznych z Oplem Omegą. Tylne drzwi nie pochodziły już od Commodore'a. W ten sposób Holden chciał mocniej zaakcentować różnicę pomiędzy dwoma modelami.
Podobnie jak druga generacja modelu, WM eksportowany jest na Bliski Wschód pod nazwą Chevrolet Caprice. Na rynek chiński od roku 2007 produkowany jest siostrzany Buick Park Avenue. Holden wznowił eksport Caprice do Korei Południowej pod nazwą Daewoo Veritas w 2008, rok wcześniej zaprezentowano wersję pokazową - Daewoo L4X.
We wrześniu 2009 wprowadzono zmodernizowaną wersję modelu przygotowaną jako rocznik 2010. Silnik V6 wyposażono w bezpośredni wtrysk paliwa Spark Ignition Direct Injection (SIDI), po modyfikacji moc maksymalna wynosi 286 KM (210 kW), moment obrotowy zaś 350 Nm. Dzięki innym ulepszeniom, takim jak: wydajniejszy alternator i regulator napięcia, poprawie zasilania silnika w paliwo, obniżeniu prędkości biegu jałowego do 550 obr./min czy modernizacji skrzyni biegów pozwalającej na wcześniejsze zmiany przełożeń, udało się obniżyć średnie zużycie paliwa.
W 2010 podjęto decyzję o zaprzestaniu używania nazwy Statesman, w zamian obniżono cenę Caprice V6 i zapełniono lukę nowym modelem. Następcą Statesmana został WM Caprice "Series II", dla Caprice zaś - Caprice V.